# Dong'a
Dong'a (kinesiska: 东阿镇, 东阿) är en köping i Kina. Den ligger i provinsen Shandong, i den östra delen av landet, omkring 84 kilometer sydväst om provinshuvudstaden Jinan. Antalet invånare är 29326. Befolkningen består av 15 232 kvinnor och 14 094 män. Barn under 15 år utgör 14,0 %, vuxna 15-64 år 71 %, och äldre över 65 år 14,0 %.
Genomsnittlig årsnederbörd är 861 millimeter. Den regnigaste månaden är juli, med i genomsnitt 255 mm nederbörd, och den torraste är januari, med 5 mm nederbörd.